# Balczewo

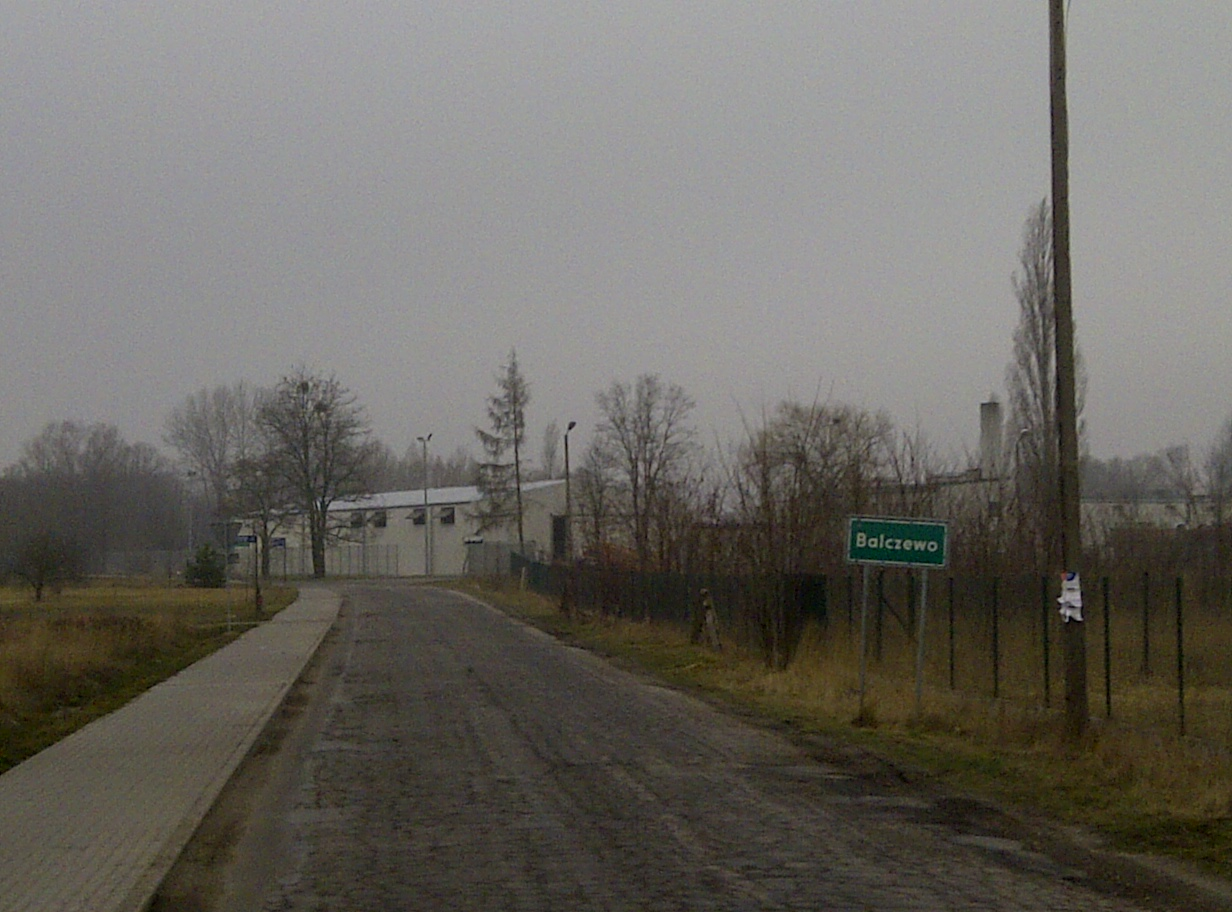
Zicht op Balczewo

Balczewo is een dorp in het Poolse woiwodschap Koejavië-Pommeren. De plaats maakt deel uit van de gemeente Inowrocław. In 2011 woonden er 234 mensen.

## Sport en recreatie
Door deze plaats loopt de Europese wandelroute E11. De E11 loopt van Den Haag naar het oosten, op dit moment de grens Polen/Litouwen. Ter plaatse komt de route van het westen vanaf Turzany en vervolgt in oostelijke richting naar het Balczewo Reservaat. In het bos slaat de route af in noordelijke richting naar Parchanie